# Vrata raja
Vrata raja (eng. Heaven's Gate) je američki epski western iz 1980. godine kojeg je napisao i režirao Michael Cimino. Djelomično temeljen na istinitim događajima (ratu u okrugu Johnson), radnja filma vrti se oko fiktivnog sukoba između zemljoposjednika i europskih imigranata u državi Wyoming tijekom 90-ih godina 19. stoljeća. U filmu su glavne uloge ostvarili Kris Kristofferson, Christopher Walken, Isabelle Huppert, Jeff Bridges, John Hurt, Sam Waterston, Brad Dourif, Joseph Cotten, Geoffrey Lewis, David Mansfield, Richard Masur, Terry O'Quinn, Mickey Rourke i Willem Dafoe u svojoj prvoj filmskoj ulozi.
Produkcija filma patila je od premašivanja budžeta i dozvoljenog vremena snimanja, negativnog publiciteta i glasina o pretjeranom perfekcionizmu redatelja Cimina. Sam film uglavnom se smatra jednim od najvećih box-office neuspjeha svih vremena, a u nekim krugovima smatra se i jednim od najgorih filmova ikada snimljenih. Kada je krenuo s kino distribucijom, film Vrata raja dobio je izrazito negativne kritike, a na domaćem tržištu sveukupno je zaradio 3,5 milijuna dolara (ukupni produkcijski budžet iznosio je 44 milijuna dolara) čime je u konačnici skoro doveo do propasti studija United Artists, a definitivno je uništio reputaciju redatelja Cimina koji je do tada slovio za jednog od najutjecajnijih redatelja u Hollywoodu prvenstveno zbog svog filma Lovac na jelene iz 1978. godine s kojim je osvojio prestižnu filmsku nagradu Oscar za najbolji film i režiju. Cimino je imao vrlo široku i ambicioznu viziju filma na kojeg je na kraju potrošio četiri puta više od inicijalnog dozvoljenog budžeta. Financijski problemi filma i propast studija United Artists doveli su do kraja filmskog razdoblja poznatog pod imenom Novi Hollywood, a filmski studiji od tada nadalje odlučili su preuzeti veću kontrolu nad vlasitim filmovima koje produciraju.
Međutim, kako je vrijeme prolazilo film Vrata raja počeo je dobivati sve pozitivnije i pozitivnije kritike pa ga danas neki kritičari smatraju "modernim remek-djelom" čija je originalna kino distribucija iz 1980. godine zbog izrazito loših kritika okarakterizirana "kao jedna od najvećih nepravdi u povijesti kinematografije".

## Radnja

### Prolog - Harvard, 1870.
Godina je 1870., a dvojica mladića - Jim Averill i William "Billy" Irvine - upravo završavaju pohađanje sveučilišta Harvard. U velikom auditorijumu velečasni liječnik obraća se studentima i govori im o sukobu "pitomih umova s nekultiviranim" te o važnosti "obrazovanja nacije". Irvine, briljantan student, ali očigledno pod utjecajem alkohola, nakon toga preuzima govorno mjesto i iznosi svoje suprotne stavove koji uključuju nepoštivanje profesora. Nakon toga slijedi velika proslava diploma zbog koje muški studenti pjevaju serenade prisutnim djevojkama, uključujući i Averillovu curu.

### Okrug Johnson (država Wyoming), 1890.
Dvadeset godina kasnije Averill prolazi kroz gradić Casper (država Wyoming) na putu do okruga Johnson gdje sada obnaša dužnost maršala. Siromašni europski imigranti koji su tek došli u regiju nalaze se u sukobu s bogatim, etabliranim zemljoposjednicima i stočarima koji se nalaze u organizaciji imena Wyoming Stock Growers Association; novopridošli doseljenici, naime, s vremena na vrijeme kradu njihovu stoku kako bi se nahranili. Nate Champion, Averillov prijatelj i plaćenik stočara ubija jednog imigranta zbog sumnje u krađu, a oslobađa drugog kojeg je ulovio u krađi. Tijekom službenog sastanka, čelnik organizacije stočara Frank Canton obavještava ostale članove - uključujući i pijanog Irvinea - o svom planu ubijanja 125 doseljenika koje proziva "lopovima i anarhistima", a koji se nalaze na listi koju je napravio. Irvine izražava svoje neslaganje s planovima. Dok ostali članovi glasaju za plan, Irvine napušta sastanak i susreće Averilla te mu govori o "listi smrti" koju je organizacija sačinila. Averill se nakon toga, prilikom odlaska iz organizacije, sukobljava s Cantonom i udara ga. Te noći Canton započinje regrutirati ljude koji bi trebali izvršiti ubojstva svih doseljenika s "liste smrti".
Elli Watson, voditeljici bordela iz Quebeca koja ponekad prihvaća ukradenu stoku kao naplatu za njezine prostitutke, udvaraju se i Averill i Champion. Uskoro Averill i Watson plešu zajedno s ostalim doseljenicima na koturaljkama, a kasnije i sami u velikom klizalištu naziva Heaven's Gate kojeg je izgradio lokalni poduzetnik John L. Bridges. Averill dobiva listu smrti i kasnije čita sva imena doseljenicima koji su zastrašeni. Cully, nadzornik željezničke postaje i Averillov prijatelj, ugleda vlak s Cantonovim plaćenicima koji ide prema sjeveru te odjaše upozoriti ostale imigrante, ali na putu biva ubijen. Kasnije grupa muškaraca napadne Ellin bordel i siluje ju; Averill je spašava i ubija sve osim jednog. Champion, shvativši da njegovi šefovi žele ukloniti Ellu, odlazi do Cantonovog kampa i ubija posljednjeg Ellinog silovatelja te nakon toga odbija dalje sudjelovati u pokolju doseljenika.
Canton i njegovi ljudi susretnu jednog od Championovih prijatelja Trappera koji napušta njegovu kolibu. Canton kaže Trapperu da ima samo jednu minutu za upozoriti Championa i njegovog štićenika Nicka Raya da ih Canton i njegovi ljudi čekaju vani. Nakon što ih upozozri, Trapper napušta kolibu, ali odmah potom biva ubijen nakon čega slijedi pucnjava. U očajničkom pokušaju da spasi Championa, Ella dolazi sa svojom kočijom i ubija jednog od plaćenika prije nego uspije pobjeći. Champion i Nick nalaze se zarobljeni u kolibi, a Nick uskoro pogiba. Cantonovi ljudi nakon toga spaljuju jednu kočiju i usmjere je prema kolibi na taj način zarobivši Championa. Champion piše posljednju poruku Elli i Jimu te nakon toga izlazi iz kolibe, pucajući u Cantonove ljude koji ga ubijaju na licu mjesta. Ella upozorava ostale doseljenike da Canton i njegovi ljudi dolaze nakon čega oni odlučuju uzvratiti pod vodstvom Bridgesa. Uskoro se doseljenici i Cantonovi plaćenici nađu u velikoj bitci tijekom koje ima velikih žrtava s obiju strana (uključujući i pijanog, poetski raspoloženog Irvinea); Canton odlazi dovesti pomoć. Ella i Averill vraćaju se na Championovo imanje te nalaze njegovo tijelo skupa s napisanom porukom.
Sljedećeg dana Averill se nevoljko pridružuje doseljenicima i predvodi njihov napad na Cantonove ljude. Opet su na obje strane žrtve goleme, a Canton se na kraju dana pojavljuje s američkom vojskom koja dolazi i zaustavlja sukob te na taj način spašava ostatak plaćenika. Kasnije u Ellinoj kolibi, Bridges, Ella i Averill se pripremaju otići iz Wyominga zauvijek, ali padaju u Cantonovu zasjedu koji ubijaju Bridgesa i Ellu. Nakon što sam ubije Cantona i njegove ljude, očajni Averill drži Ellino mrtvo tijelo u rukama.

### Epilog - Newport (država Rhode Island), 1903.
Trinaest godina kasnije, u novom stoljeću, dobro odjeveni, golobradi, ali puno stariji Averill hoda palubom svoje jahte u Newportu (država Rhode Island). Odlazi u potpalublje gdje atraktivna sredovječna žena spava u luksuznom budoaru. Averill je promatra bez riječi. Žena, njegova stara djevojka s Harvarda (vjerojatno sada njegova supruga) budi se i upita ga za cigaretu. On joj je, ponovno bez riječi, pruža. Nakon toga se ponovno priprema otići iz prostorije, ali zastaje kod vrata i tiho je promatra. Ona to ne primjećuje. Njegova brada zadrhti od emocija kao da shvaća da je unatoč svom bogatstvu i imućnosti izgubio mnogo toga tijekom krvavih događaja u Wyomingu. Nakon toga, bez riječi, vraća se na palubu dok jahta nastavlja ploviti dalje.

## Glumačka postava
- Kris Kristofferson kao James "Jim" Averill
- Christopher Walken kao Nate Champion
- John Hurt kao William C. "Billy" Irvine
- Sam Waterston kao Frank Canton
- Brad Dourif kao gdin Eggleston
- Isabelle Huppert kao Ella Watson
- Joseph Cotten kao velečasni liječnik
- Jeff Bridges kao John L. Bridges
- Geoffrey Lewis kao Trapper Fred
- Paul Koslo kao gradonačelnik Charlie Lezak
- Richard Masur kao Cully
- Ronnie Hawkins kao major Wolcott
- Terry O'Quinn kao kapetan Minardi
- Tom Noonan kao Jake
- Mickey Rourke kao Nick Ray

Glumac Willem Dafoe se u filmu pojavljuje kao statist.

## Različitosti od stvarnih događaja
Osim činjenice što je radnja filma smještena u državi Wyoming i činjenice da mnogi likovi imaju ista imena kao stvarne osobe koje su sudjelovale u ratu u okrugu Johnson, sama priča i likovi nemaju gotovo nikakvih daljnjih sličnosti sa stvarnim povijesnim osobama i događajima.
Premda su doseljenici u sjeverni dio države Wyoming dolazili u malim skupinama, nisu postojale horde siromašnih europskih imigranata koji su naseljavali područje, a kamoli ubijali stoku bogatih kako bi preživjeli. Nadalje, Nate Champion nikako nije bio "plaćenik" stočara i ubojica već vrlo simpatičan i voljen rančer u okrugu Johnson kojega su bogati stočari prozvali "kraljem kradljivaca stoke" budući je on bio taj koji se usprotivio njihovoj taktici pohađanja prava na svu neoznačenu mladu stoku.
Jim Averell također je bio vlasnik malog ranča udaljenog otprilike 170 kilometara jugozapadno od okruga Johnson. Skupa s njegovom suprugom Ellen (ili Ella) Watson, Jima su ubila dvojica stočara dvije godine prije nego što je rat u okrugu Johnson uopće počeo. Stočari su proširili priču da je Ella davala seksualne usluge za ukradenu stoku, ali to nije bila istina jednako kao što nikako nije točno da je bila vlasnica bordela kako je prikazano u filmu. Malo je vjerojatno da su Watsonica ili Averell uopće poznavali Natea Championa. U filmu su također opisani događaji i likovi koji nemaju gotovo nikakvih sličnosti sa stvarnom poviješću ili ljudima koji su tada živjeli.

## Produkcija
Godine 1971. holivudski filmski redatelj u usponu Michael Cimino poslao je svoj originalni scenarij za Vrata raja (tada naziva The Johnson County War) izvršnim direktorima u kompaniji United Artists; projekt je, međutim, stavljen na čekanje zbog toga što nije privukao velika glumačka imena. Godine 1979., nakon što je snimio dva hit filma za redom - Kalibar 20 za specijalista iz 1974. (snimljen u Montani) i Lovac na jelene iz 1978. godine s kojim je osvojio dvije prestižne filmske nagrade Oscar (za najboljeg redatelja i najbolji film) - Cimino, sada jedan od najutjecajnijih redatelja u Hollywoodu, iskoristio je svoju "zvjezdanu moć" i uvjerio studio za ponovno pokretanje projekta s Krisom Kristoffersonom, Isabelle Huppert i Christopherom Walkenom kao tri glavna lika.

### Zahtjevi za snimanje, prekoračenja rokova i beskrajni ponovni pokušaji
Snimanje filma započelo je 16. travnja 1979. godine u nacionalnom parku Glacier u državi Montana. Većina scena čija se radnja odvija u gradu snimljena je u području Two Medicine. Snimalo se također i u gradu Wallace (država Idaho) tijekom ljeta iste godine. Plan je bio pustiti film u kino distribuciju 14. prosinca uz budžet od 11,6 milijuna dolara, ali vrlo brzo snimanje filma je počelo zaostajati u rasporedu. Legenda kaže da je već šestog dana snimanja projekt kasnio pet dana u rasporedu. Kao primjer Ciminove fanatične posvećenosti svakom detalju istaknuto je građenje ulice prema njegovim točnim specifikacijama koja se kasnije morala srušiti i ponovno izgraditi zbog toga što "nije dobro izgledala". Ulica je, prema njegovoj zamisli, trebala biti šira za dodatnih 1,8 metara; osoba zadužena za scenografiju rekla je Ciminu da bi jeftinije bilo srušiti samo jednu stranu ulice i ponovno je izgraditi, ali je redatelj inzistirao na tome da se obje strane sruše, pomaknu natrag pola metra i ponovno izgrade.
Tijekom snimanja filma kružile su glasine o Ciminovom beskrajnom snimanju svake scene po više desetaka puta. Jedna od tih scena uključuje bogatog zemljoposjednika koji prijezir prema imgrantima pokazuje otkrivajući vlastitu stražnjicu; navodno je samo ta scena ponovljena 15 puta. Jedan svjedok događaja je izjavio: "Na koliko različitih načina čovjek može spustiti hlače? Mislit ćete da bi tri ili četiri pokušaja bila dovoljna, ali Michael - šupak kakav je bio - nije htio stati dok nije bio u potpunosti zadovoljan". Prema izjavi jednog glumca njegov lik trebao je "proći pokraj borbe pijetlova", ali kada je stigao na lokaciju na kojoj se scena trebala snimati saznao je da je ta scena snimljena dva tjedna ranije. Također, navodno je cijelo jedno drvo srušeno, prevezeno u dijelovima i ponovno postavljeno u dvorište koje je glumilo Harvard gdje se održava scena proslave diploma u prologu filma 1870. godine.
Još jedan nečuveni primjer snimanja uključuje sustav za navodnjavanje kojeg je Cimino dao izgraditi ispod zemlje na kojoj se trebala odviti velika bitka na kraju filma, a kako bi to područje ostalo zeleno i tako stvorilo kontrast s crvenom bojom koja će kasnije prekriti polje nakon krvavog sukoba. Cimino je snimio više od 396 kilometara filma (gotovo 220 sati) u konačnici koštajući studio otprilike 200 tisuća dolara dnevno za plaće, lokacije i glumačke nadoknade. Privatno su kružile glasine, iako nikad potvrđene, da je Cimino izrazio svoju želju da prijeđe količinu od 300 kilometara vrpce koju je postavio redatelj Francis Ford Coppola snimajući svoj film Apokalipsa danas.
Unatoč tome što je prekoračio budžet za dodatnih 13 milijuna dolara, Cimino nije bio financijski kažnjen (iako je u to vrijeme to bila uobičajena praksa) zbog toga što je imao ugovor s kompanijom United Artists u kojem je bilo navedeno da sav novac potrošen "za završavanje i isporuku filma do Božića 1979. godine za kino distribuciju neće biti razmatran kao prekoračenje budžeta". Zbog svog opsesivnog ponašanja Cimino je vrlo brzo dobio nadimak Ayatollah. Produkcija je kasnila kada su se pojavile glasine o Ciminovim zahtjevima da snimanje određenih scena ponavlja i do 50 puta, a također je znao odgađati snimanje dok oblak koji mu se sviđao nije došao u poziciju za kadar koji je želio. Nekoliko glazbenika dovedeno je u Montanu kako bi radili na filmu, ali zbog bezbrojnih kašnjenja oni su nakon tri tjedna ostali besposleni i čekali da ih se pozove na snimanje što je potrajalo šest mjeseci. Međutim, iskustvo je "bilo istodobno vrlo dosadno i dobro, prepuno glazbenih proba, čudnih avantura s vrlo malo pravog snimanja filma". Upravo su te probe označile početak brojnih glazbenih suradnji između Bridgesa i Kristoffersona; njih dvojica kasnije će se ponovno ujediniti za film Ludo srce iz 2009. godine te za Bridgesov istoimeni album iz 2011. godine.
Kako je produkcija slabo tekla, kompanija United Artists ozbiljno je razmišljala o davanju otkaza Ciminu i uzimanju drugog redatelja. Steven Bach, potpredsjednik zadužen za produkciju kompanije u to vrijeme, opisao je svoje prvo gledanje snimljenih scena iz filma: "Bilo je to kao da je David Lean odlučio snimiti western". Bach je bio impresioniran širokim kadrovima prirodne ljepote koje je Cimino snimio i vrlo pažljivo odabrao kako bi mu ih pokazao. Na taj način uspio je uvjeriti svoje nadređene da je mudro potrošio sav novac do tada. Nekoliko mjeseci kasnije stvari su ponovno krenule na gore i ponovno se razmišljalo o smjeni Cimina pa je Bach otišao kod vrlo poznatog redatelja čije ime u svojoj knjizi Final Cut nije htio otkriti. U knjizi je napisao da je taj redatelj odbio posao zbog toga što bi prekršio pravila Ceha redatelja samim razgovorom o projektu na kojem se još uvijek nalazi drugi redatelj koji još nije dobio otkaz. Danas se smatra da je redatelj u pitanju bio sam David Lean budući je Bach u knjizi napisao ono što mu je rekao: "Čini se kao da si ti odlučio snimiti western".
Glumac John Hurt toliko je dugo vremena proveo čekajući na rad na produkciji da je otišao i snimio film Čovjek-slon redatelja Davida Lyncha te se kasnije vratio snimiti dodatne scene za Vrata raja. Snimanje filma završeno je u ožujku 1980. godine uz trošak od gotovo 30 milijuna dolara. Tijekom postprodukcije Cimino je promijenio bravu na vratima montaže studija kako bi spriječio direktore studija da vide film prije nego on bude gotov s montažom. Radeći s dobitnikom Oscara za montažu Williamom H. Reynoldsom, Cimino je od njega praktički napravio roba. Reynolds se kasnije žalio koliko je njegovog vlastitog posla sam redatelj uništio, a koji je bio uvjeren da će ovaj epski western postati remek-djelo. Jedan anonimni zaposlenik studija je izjavio: "Razina pretencioznosti u toj montažnoj sobi bila je ravna jedino katastrofi koja će kasnije uslijediti."

### Radna verzija filma i planovi za distribuciju
Dana 26. lipnja 1980. godine Cimino je direktorima kompanije United Artists pokazao prvu verziju svog filma koja je navodno trajala pet sati i dvadeset i pet minuta (325 minuta), a za koju je sam Cimino izjavio da je "možda 15 minuta duža nego što će biti konačna verzija".
Direktori su odbili pustiti film u distribuciju s tim trajanjem pa su ponovno razmišljali o otpuštanju Cimina. Međutim, Cimino im je obećao da će premontirati film te je potrošio cijelo ljeto i jesen 1980. godine kako bi to učinio. Na kraju je finalna verzija filma trajala tri sata i trideset i devet minuta (219 minuta). Budući da je originalni plan početka kino distribucije bio Božić 1979., kompanija United Artists odlučila je dati novi datum - početak zime 1980.

## Kritike

### Originalne kritike
Konačna verzija filma svoju je svjetsku premijeru imala u New Yorku dana 19. studenog 1980. godine. Prema svim dostupnim izvještajima i svjedočanstvima, premijera je bila prava katastrofa. Tijekom stanke, publika je bila u tolikom transu da je Cimino pitao zašto nitko ne pije šampanjac. Navodno mu je njegov publicist na to odgovorio: "Zato što im se ne sviđa film".
Kritičar Vincent Canby za New York Times pokopao je film prozvavši ga "dosad neviđenom katastrofom" i uspoređujući ga s "prisilnim četverosatnim hodanjem u krug po vlastitoj sobi". Canby je u svojoj kritici čak otišao i korak dalje napisavši: "Film pada na toliko nivoa da vam dođe da se zapitate je li gospodin Cimino prodao svoju dušu Vragu kako bi kupio uspjeh Lovca na jelene, pa se sada taj isti Vrag vratio kako bi naplatio dug".
Nakon kino distribucije koja je trajala svega tjedan dana, Cimino i kompanija United Artists povukli su film iz kina i stopirali njegovu široku distribuciju. U travnju 1981. godine u Los Angelesu se film ponovno pojavio kao "redateljeva verzija" u trajanju od dva i pol sata (149 minuta) - to je bila treća verzija filma koju je Cimino napravio. U kritici te kraće verzije, Roger Ebert je za Chicago Sun-Times kritizirao film zbog narativne inkonzistentnosti te zaključio da je film "jedno na najskandaloznijih kinematografskih gubitaka vremena koje sam ikada gledao, a sjetite se... Gledao sam film Paint Your Wagon". Kevin Thomas iz Los Angeles Timesa bio je jedan od prvih američkih kritičara koji je, nakon što je pogledao skraćenu redateljevu verziju, napisao pozitivnu kritiku uz opasku da se radi o "pravom epskom filmu". Nakon drugog tjedna distribucije film je povučen iz kina, utrživši 1,3 milijuna dolara od svog budžeta od 44 milijuna.
Pišući za The Guardian 2008. godine Joe Queenan je proglasio Vrata raja najgorim filmom ikad snimljenim. "Ovo je film koji je uništio karijeru jednog redatelja", napisao je. "Ovo je film koji je izgubio toliko novca da je zbog njega propao jedan cijeli američki studio. Ovo je film o harvardski obrazovanim revolverašima koji se suočavaju s istočnoeuropskim doseljenicima u epskoj borbi za dušu Amerike. Ovo je film u kojem Isabelle Huppert glumi naoružanu kaubojku. Ovo je film u kojem Jeff Bridges povraća dok se nalazi na koturaljkama. Ovo je film koji ima scenu koja traje pet minuta, a u kojoj violinist svira violinu također se vozeći na koturaljkama. Ovo je film koji prkosi vjerovanju."

### Kasnije kritike
U kasnijim godinama određeni kritičari počeli su braniti film, a među prvima koji su to činili bili su kritičari iz Europe koji su ga hvalili nakon što je film prikazan u sklopu filmskog festivala u Cannesu. Robin Wood bila je jedna od najranijih kritičara koja je hvalila Vrata raja prozvavši ga "jednim od rijetkih autentičnih i inovativnih holivudskih filmova... Čini mi se da je njegova originalna verzija među najboljim ostvarenjima holivudske kinematografije". David Thomson prozvao je film "ranjenim čudovištem" i argumentirao: "U Americi su postojale velike invoacije u umjetnosti koje su kreirane iz nečega što bi u početku smatrali praznim. Takva vrsta umjetnosti mogla se u početku smatrati promašajem ili pogreškom. Međutim, s vremenom shvatimo da ona postoji kako bismo je sami istraživali." Ugledni redatelj Martin Scorsese izjavio je da film ima mnogo vrlina koje su previđene. Neki od kritičara koji su favorizirali film također su pokušali objasniti zbog čega su ga kritičari 1980. godine tako pokopali. Robin Wood je istaknula da su se u svojim prvim kritikama kritičari obrušili na film kako bi "nadmašili svoje kolege u količini sarkazma i prijezira". Nekoliko članova glumačke i filmske ekipe požalilo se da su prvotne reakcije na film bile produkt njegove produkcijske povijesti. U travnju 2011. godine, zaposlenici londonskog magazina Time Out postavili su Vrata raja na 12. mjesto najboljih westerna ikad snimljenih.
Unatoč tome, mnogi kritičari i dalje smatraju film lošim; 2008. godine filmski kritičar Joe Queenan u The Guardianu je proglasio Vrata raja najgorim filmom ikad snimljenim. Na popularnoj internetskoj stranici Rotten Tomatoes film ima 58% pozitivnih ocjena, premda je nekoliko kritika od njih sveukupno 40 napisano odmah 1980. godine nakon prve kino distribucije.

### Verzija iz 2012./13. i moderne kritike
U jesen 2012. godine film je ponovno prikazan uz "veliko odobravanje" kao "redateljeva verzija" trajanja 216 minuta na filmskom festivalu u Veneciji. Projekciji je prisustvovao sam Cimino nakon čega su uslijedile projekcije na filmskom festivalu u New Yorku te na festivalu Lumiere u Francuskoj. Direktor filmskog festivala u Veneciji Alberto Barbera opisao je film kao "apsolutno remek-djelo" koje je nestalo. Također je napomenuo da su nervozni producenti zbog raznih verzija iz 1980. godine odgovorni za "masakr" filma kojemu je nanijeta "jedna od najvećih nepravdi u povijesti kinematografije", a zbog koje su - zbog "razornih" kritika - uništene karijere Cimina i Krisa Kristoffersona.
U ožujku 2013. godine ta ista redateljeva verzija ponovno je prikazana u New Yorku i to u trajanju od tjedan dana u sklopu filmskog foruma. U velikom članku u New York Timesu kritičarka Manohla Dargis istaknula je da "drugi život filma osvjetljava mračno, ali legendarno djelo umjetnosti" u restauraciji koja također "otkriva kontradikcije velikog flopa".

## Kontroverze

### Važnost filma za Američku filmsku industriju
Vrata raja do tada je bio najskuplji film ikada snimljen. Njegov budžet od 44 milijuna dolara prema izračunu iz 2006. godine jednak je trošku od 120 milijuna dolara, a njegova zarada od samo tri i pol milijuna dolara u SAD-u stvorila je negativni publicitet koji je više naškodio od samog financijskog gubitka te utjecao na to da korporacija Transamerica, vlasnik United Artistsa, razmisli o svom javnom imidžu i kompletno se povuče iz filmske industrije.
Transamerica je prodala studio United Artists MGM-u čime je službeno završilo postojanje tog studija. MGM će kasnije ponovno koristiti ime United Artists kao svoju podružnicu. Iako je film Vrata raja donio golemi financijski gubitak, United Artists i dalje je ostao "na nogama" zbog serijala o Jamesu Bondu, Pinku Pantheru i Rocky franšizi.
Ipak, film Vrata raja svoju važnost pronalazi u razvoju Američke filmske industrije. Tijekom 1970-ih godina prošlog stoljeća, grupa relativno mladih redatelja koje su predvodili Francis Ford Coppola, Peter Bogdanovich i William Friedkin dobivala je velike budžete za svoje filmove uz vrlo malu kontrolu studija. To razdoblje naziva se Novim Hollywoodom, a smatra se da je započelo sredinom 1960-ih filmovima Diplomac i Bonnie i Clyde pa sve do ranih 1980-ih, odnosno upravo do filma Vrata raja. Zahvaljujući ogromnim kino hitovima kao što su Ralje i Ratovi zvijezda te neuspjesima filmova kao što su Nadnica za strah i Cruising razdoblje Novog Hollywooda počelo je kopniti, a definitivno se ugasilo nakon dvije box-office katastrofe: filma One From the Heart redatelja Coppole i Vrata raja redatelja Cimina. Nakon propasti tih filmova, holivudske kompanije odlučile su preuzeti kontrolu nad svojim vlastitim budžetima te je na taj način završila redateljska dominacija, a time i razdoblje Novog Hollywooda.
Propast filma Vrata raja također je imao utjecaj i na gotovo potpuni nestanak westerna kao filmskog žanra, jer od tada pa sve do danas vrlo je malo filmova toga žanra snimljeno pod vodstvom velikih kompanija. Oni koji se snime, kao što su Ples s vukovima i Nepomirljivi uglavnom su hvaljeni od strane kritičara i osvajaju najprestižnije filmske nagrade.

### Optužbe za zlostavljanje životinja
Tijekom snimanja filma Vrata raja kružile su glasine o zlostavljanju životinja i ugrožavanju njihovih prava. Jedan od primjera je bio taj da se konjima puštala krv iz vrata bez da im se prethodno dalo sredstvo za smirenje kako bi se tom krvi namazali glumci. Američka udruga za humanost (American Humane Association) navela je da su četiri konja ubijena i mnogo njih ozlijeđeno tijekom snimanja scene bitke. U optužbama se ide toliko daleko da se navodi da su jedan konj i konjanik (Ronnie Hawkins, koji je preživio) razneseni dinamitom, a ta scena nalazi se u završnoj verziji filma.
Navednoj udruzi bila je zabranjena prisutnost na snimanju filma. Vlasnik konja tužio je producente i redatelja zbog pretrpljene štete, unakaženja njegovih životinja i velikih fizičkih i psihičkih trauma onih koji su preživjeli. Tužba je završila nagodbom van suda.
Nadalje, kružile su optužbe o stvarnim borbama pijetlova, dekapitiranim pilićima i grupi krava koje su bile unakažene, sve radi prave vjerodostojnosti scena. Sve to ponukalo je udruge Screen Actors Guild i Alliance of Motion Picture and Television Producers da od tada dozvole udruzi za humanost da prisustvuje snimanju svih filmova, a uvedena je obavezna napomena na odjavnim špicama svih filmova da niti jedna životinja nije ozlijeđena tijekom snimanja.

## Verzije filma
Postoji nekoliko različitih verzija filma.
1. Radna verzija u trajanju od 325 minuta
  - Verzija za direktore studija (rana 1980. godina)
2. Prvotna premijerna verzija u trajanju od 219 minuta
  - Verzija za kino distribuciju u studenom 1980. godine, povučena nakon tjedan dana
  - Prikazana na kabelskom kanalu Z 1982. godine kao "redateljeva verzija"
  - Izdana na VHS-u i LaserDisku distributera MGM-a pod nazivom The Legendary Uncut Version
3. Redateljeva druga verzija u trajanju od 149 minuta
  - Široka kino distribucija u travnju 1981. godine
  - Izdana na DVD-u u Francuskoj
4. Verzija iz 2005. godine u trajanu od 219 minuta[33]
  - Prikazana 2005. godine na projekcijama u Parizu i New Yorku
    - Sastavio ju je studio MGM s dostupnim scenama u visokoj rezoluciji (bilo je potrebno koristiti i alternativne snimke)
5. Digitalno obnovljena redateljeva verzija u trajanju od 216 minuta
  - Obnovljena 2012. godine za potrebe filmskog festivala u Veneciji nakon čega su uslijedila izdanja na Blu-rayu i DVD-u
    - Temeljena na prvotnoj premijernoj verziji s maknutom pauzom i djelomično skraćena
6. Verzija The Butchers Cut u trajanu od 108 minuta
  - Verzija Stevena Soderbergha, obožavatelja filma, iz 2006. godine (objavljena 2014. godine)

### Radna verzija, verzija za premijeru i alternativna redateljeva verzija
Budući da radna verzija u trajanju od pet i pol sati (325 minuta) nije dolazila u obzir za distribuciju, Cimino se vratio u postprodukciju i montirao novu verziju kako bi ostvario ugovorne obveze studija i kako bi sam film ušao u sezonu Oscara. Verzija prikazana u studenom 1980. godine trajala je nešto malo više od tri i pol sata (219 minuta). Glumac Bridges znao se šaliti da je Cimino toliko radio na filmu da je u noći premijere kopija filma još uvijek bila mokra.
Nakon samo jednog tjedna distribucije, Cimino i kompanija United Artists odlučili su povući film iz kina; Cimino je napisao otvoreno pismo studiju koje je objavljeno u nekoliko novina, a u kojem ga okrivljava zbog nerealnih rokova i optužuje da je to bio razlog propasti filma. Navodno je kompanija United Artists unajmila vlastitog montažera koji je pokušao premontirati film, ali bez uspjeha.
U konačnici sam Cimino je ponovno montirao film i napravio verziju u trajanju od 149 minuta, a koja je svoju premijeru imala u travnju 1981. godine. Ta verzija jedina je verzija filma koja se našla u širokoj distribuciji filma. Osim što je kraća, ova verzija se drastično razlikuje u redoslijedu scena te položaju kadrova od prethodne verzije filma. Nakon što je završila s kino distribucijom, ova verzija nikada nije izdana u SAD-u na VHS-u, ali kasnije se pojavila na u DVD izdanju u Francuskoj.
Godine 1982. kabelski kanal Z prikazao je 219-minutnu verziju filma s premijere iz 1980. godine. To je bio prvi put da je ova verzija filma prikazana široj publici. Kabelska televizija Z nazvala ju je "redateljevom verzijom". Kritičar F. X. Feeney je u dokumentarnom filmu Z Channel: A Magnificent Obsession rekao da je upravo ova kabelska televizija odgovorna za nastanak izraza "redateljeva verzija".
Kada je kompanija MGM (koja je otkupila prava na filmski katalog United Artistsa nakon propasti studija) izdala film na VHS-u 1980-ih godina, izdala je Ciminovu 219-minutnu verziju uz naslov Heaven's Gate... The Legendary Uncut Version. Kasnija izdanja filma na LaserDisku i DVD-u sadržavaju upravo ovu verziju filma.
Verzija od 216 minuta prikazana na filmskom festivalu u Veneciji bila je slična onoj od 219 minuta, samo bez pauze. Neki kadrovi u drugom dijelu filma su nešto kraći i kadar od jedne rečenice bio je izbačen (nakon što lik Sama Waterstona udari Johna Hurta).

### Verzija filma u trajanju od 149 minuta
U verziji filma Vrata raja u trajanju od 149 minuta puštenoj u široku kino distribuciju u travnju 1981. godine sljedeće scene su izbačene:
- Irvineov govor na Harvardu
- Veliki ples koji slijedi odmah nakon podjele diploma
- Averill tuče brutalnog plaćenika (koji prije toga tuče doseljenika ispred njegove supruge i djece)
- Averill susreće suprugu pretučenog doseljenika
- Tučnjava dvojice doseljenika tijekom borbe pijetlova
- Kompletna scena plesa na koturaljkama
- Nekoliko ženskih imigrantica koje rade u polju
- Champion skoro ubija stočara koji vrijeđa Ellu Watson
- Scena u kojoj Ella Wattson napušta Championa i vraća se Averillu
- Uvodni dio scene u kojoj Averill čita imena s "liste smrti" (ta scena u ovoj verziji započinje kada John Bridges puca pištoljem u zrak kako bi uspostavio red)
- Averill se žali Bridgesu da "mrzi što stari" dok gleda staru fotografiju sebe i svoje djevojke
- Imigranti dobivaju informaciju da je Averill dao otkaz i dolazak Watsonice koja ih upozorava da stočari dolaze
- Posljednjih pet minuta druge bitke, uključujući scenu u kojoj preko nogu jednog lika prelazi kočija, a kojeg njegova žena ubija iz samilosti nakon toga
- Samoubojstvo te iste žene poslije bitke dok Bridges i Averill gledaju posljedice sukoba

### Verzija iz 2005. godine
Godine 2005. kompanija MGM pustila je film u nekoliko kina u SAD-u i Europi. Za potrebe te distribucije, MGM-ov arhivist John Kirk montirao je 219-minutnu verziju filma koristeći odbačene originalne negative i alternativne scene koje je uspio pronaći. Ova verzija prikazana je u Parizu te u muzeju suvremene umjetnosti u New Yorku gdje je projekcija bila rasprodana, a tijekom koje je uvodni govor održala Isabelle Huppert. Budući da je taj projekt odobrio tadašnji izvršni direktor Bingham Ray koji je nedugo potom dobio otkaz, budžet za projekt bio je srezan pa se planirano DVD izdanje ove verzije nikada nije dogodilo niti vjerojatno neće.

### Digitalno obnovljena redateljeva verzija iz 2012. godine
Godine 2012. kompanija MGM ponovno je napravila još jednu verziju filma, ovaj puta digitalno obnovljenu i u trajanju od 216 minuta. Ta je verzija filma svoju premijeru imala na filmskom festivalu u Veneciji 2012. godine kao dio serije venecijanskih filmskih klasika.
Criterion Collection izdala je ovu obnovljenu 216-minutnu verziju filma 20. studenog iste godine na Blu-rayu i DVD-u. Ova "redateljeva verzija" osobno je nadgledana od strane Michaela Cimina i Joann Carelli. Cimino je u posebnim dodacima na DVD-u izjavio da je upravo ovo njegova verzija filma, jer je smatra potpunom i onakvom kakvom ju je oduvijek želio napraviti.

## Vanjske poveznice
- Vrata raja u internetskoj bazi filmova IMDb-a